# 農夫の妻
『農夫の妻』（のうふのつま、原題：The Farmer's Wife）は、1928年に製作されたイギリスの映画である。アルフレッド・ヒッチコック監督作品。リリアン・ホール＝デイヴィス主演。原作はイーデン・フィルポッツ。

## あらすじ
裕福なイギリスの農場主であるサミュエル・スイートランドは妻に先立たれ、娘の結婚を機に再婚を決意する。忠実なメイドのアラミンタ・デンチは彼の手助けをして、何人かの候補者をあたるがどうもうまくいかず、下男の少し皮肉屋なアッシュにも小馬鹿にされる。自分に絶望したサミュエルは、しかし身近に彼を信頼して愛しているアラミンタがいることに気づき、彼女と再婚する。

## その他のスタッフ
- 助監督: フランク・ミルズ
- 脚色: エリオット・スタナード

## キャスト
- リリアン・ホール＝デイヴィス: アラミンタ・デンチ（ミンタ）
- ジェームソン・トーマス: サミュエル・スイートランド（サミー）
- ゴードン・ハーカー: チェードルス・アッシュ（アッシュ）
- モード・ギル: サーザ・タッパー
- ルイーズ・ハウンズ
- オルガ・スレード
- アントニア・ブロウ